# Wybory prezydenckie na Łotwie w 2015 roku
Wybory prezydenckie na Łotwie w 2015 roku – wybory prezydenckie, które odbyły się 3 czerwca 2015 na Łotwie.
Na 4-letnią kadencję prezydenta Łotwy został wybrany Raimonds Vējonis, który objął urząd 8 czerwca tego samego roku.

## Wybory
W kwietniu 2015 roku urzędujący od 2011 roku prezydent Andris Bērziņš ogłosił, że nie będzie ubiegał się o reelekcje.

### Kandydaci
O urząd prezydenta starali się:
- Raimonds Vējonis – współprzewodniczący Partii Zielonych, minister środowiska (2002–2011) i obrony (2014–2015). Zwycięzca
- Egils Levits – były wicepremier i minister sprawiedliwości, sędzia ETCP (1995–2004) oraz TSUE (2004–2019). Został wybrany na urząd prezydenta Łotwy w 2019 roku
- Mārtiņš Bondars – poseł na Sejm, przewodniczący Łotewskiego Zjednoczenia Regionów
- Sergejs Dolgopolovs – były przewodniczący Nowego Centrum, poseł na Sejm, były wiceburmistrz Rygi

Koalicja rządząca w Sejmie nie uzgodniła wspólnego kandydata, więc z jej ramienia o urząd rywalizowali Vējonis i Levits. Obaj zostali jednak wybrani na prezydentów Łotwy.

### Głosowanie
Podczas głosowania w Sejmie każdy członek Izby może zagłosować za lub przeciwko każdemu kandydatowi. Jeżeli w pierwszej turze żaden z kandydatów nie otrzyma bezwzględnej większości głosów (51), przeprowadza się drugą turą. Kandydat, który w drugiej turze dostanie najwięcej głosów przeciwnych jest eliminowany, a pozostali przechodzą do następnej tury. Jeżeli po wyeliminowaniu wszystkich oponentów ostatni z kandydatów nie otrzyma 51 głosów, przeprowadza się nowe wybory – zgłaszać można w nich nowych kandydatów.

#### 1. tura
| Kandydat            | Za | Przeciw |
| ------------------- | -- | ------- |
| Mārtiņš Bondars     | 7  | 86      |
| Sergejs Dolgopolovs | 23 | 70      |
| Egils Levits        | 24 | 69      |
| Raimonds Vējonis    | 34 | 59      |

#### 2. tura
| Kandydat            | Za | Przeciw |
| ------------------- | -- | ------- |
| Mārtiņš Bondars     | 7  | 89      |
| Sergejs Dolgopolovs | 24 | 72      |
| Egils Levits        | 25 | 71      |
| Raimonds Vējonis    | 34 | 59      |

#### 3. tura
| Kandydat            | Za | Przeciw |
| ------------------- | -- | ------- |
| Sergejs Dolgopolovs | 23 | 73      |
| Egils Levits        | 26 | 70      |
| Raimonds Vējonis    | 35 | 61      |

#### 4. tura
| Kandydat         | Za | Przeciw |
| ---------------- | -- | ------- |
| Egils Levits     | 26 | 72      |
| Raimonds Vējonis | 46 | 52      |

#### 5. tura
| Kandydat         | Za | Przeciw |
| ---------------- | -- | ------- |
| Raimonds Vējonis | 55 | 42      |

## Reakcje
Premier Łotwy Laimdota Straujuma pogratulowala nowo wybranemu prezydentowi wygranej i oznajmiła, że jest zadowolona z wyboru Sejmu.
Raimonds Vējonis był pierwszą głową państwa w Unii Europejskiej wywodzącą się z Europejskiej Partii Zielonych, a także pierwszą głową państwa z Partii Zielonych.